# Rennison Manners
Rennison Manners, surnommé « Dinny », (né le 5 février 1904 à Ottawa en Ontario au Canada – mort le 26 décembre 1944) est un joueur professionnel de hockey sur glace puis un entraîneur,.

## Biographie
Il commence sa carrière en jouant pour les Yellowjackets de Pittsburgh de la United States Amateur Hockey Association en 1922. Il remporte le titre de l'association en 1924 puis change de club pour porter les couleurs des Hornets de Fort Pitt, autre équipe de la ville, lors de la saison suivante. Sa nouvelle équipe perd contre son ancienne en finale. Finalement, Manners joue deux saisons avec les Hornets avant de retourner jouer dans sa ville natale pour les Montagnards d'Ottawa pour deux nouvelles saisons.
En 1929-1930, il signe son premier contrat professionnel en rejoignant les Pirates de Pittsburgh, franchise de la Ligue nationale de hockey. Il inscrit trois buts en trente-trois rencontres et connaît une relative bonne première saison. Malheureusement pour lui, les finances du club ne suivent plus et il suit la franchise qui déménage de ville et devient les Quakers de Philadelphie. Il ne joue que quatre rencontres lors sa nouvelle saison avec les Quakers, en raison d'un problème au genou. Il rejoint pour la fin de la saison les Cataracts de Niagara Falls de l'Ontario Professional Hockey League.
Il joue sa dernière saison en 1933-1934 avec les Montagnards puis entraîne pendant deux saisons les Yellow Jackets de Pittsburgh qui évoluent dans l'Eastern Amateur Hockey League.

## Statistiques
| Saison     | Équipe                      | Ligue      |    | Saison régulière | Saison régulière | Saison régulière | Saison régulière | Saison régulière |   | Séries éliminatoires | Séries éliminatoires | Séries éliminatoires | Séries éliminatoires | Séries éliminatoires |
| Saison     | Équipe                      | Ligue      | PJ | B                | A                | Pts              | Pun              | PJ               | B | A                    | Pts                  | Pun                  |                      |                      |
| 1922-1923  | Yellowjackets de Pittsburgh | USAHA      | 20 | 3                | 0                | 3                |                  |                  |   |                      |                      |                      |                      |                      |
| 1923-1924  | Yellowjackets de Pittsburgh | USAHA      | 7  | 1                | 0                | 1                |                  | 2                | 0 | 1                    | 1                    |                      |                      |                      |
| 1924-1925  | Panthers de Fort Pitt       | USAHA      | 19 | 7                | 0                | 7                |                  | 8                | 4 | 0                    | 4                    |                      |                      |                      |
| 1925-1926  | Panthers de Fort Pitt       | USAHA      |    |                  |                  |                  |                  |                  |   |                      |                      |                      |                      |                      |
| 1926-1927  | Montagnards d'Ottawa        | OLCH       | 15 | 3                | 2                | 5                |                  | 2                | 0 | 0                    | 0                    | 0                    |                      |                      |
| 1927-1928  | Montagnards d'Ottawa        | OLCH       | 15 | 2                | 4                | 6                |                  | 4                | 0 | 0                    | 0                    | 0                    |                      |                      |
| 1928-1929  | Montagnards d'Ottawa        | OLCH       | 12 | 8                | 2                | 10               |                  |                  |   |                      |                      |                      |                      |                      |
| 1929-1930  | Pirates de Pittsburgh       | LNH        | 33 | 3                | 2                | 5                | 14               |                  |   |                      |                      |                      |                      |                      |
| 1929-1930  | Panthers de London          | LIH        | 3  | 0                | 0                | 0                | 0                |                  |   |                      |                      |                      |                      |                      |
| 1930-1931  | Quakers de Philadelphie     | LNH        | 4  | 0                | 0                | 0                | 0                |                  |   |                      |                      |                      |                      |                      |
| 1930-1931  | Cataracts de Niagara Falls  | OPHL       | 27 | 9                | 8                | 17               | 23               | 2                | 0 | 0                    | 0                    | 2                    |                      |                      |
| 1933-1934  | Montagnards d'Ottawa        | OCHL       | 10 | 2                | 2                | 4                | 4                | 3                | 1 | 0                    | 1                    | 0                    |                      |                      |
| Totaux LNH | Totaux LNH                  | Totaux LNH | 37 | 3                | 2                | 5                | 15               |                  |   |                      |                      |                      |                      |                      |